# Athletic Football saint-louisien
Maillots
L'Athletic football saint-louisien est un club réunionnais de football fondé en 2010 et basé à Saint-Louis. Le club joue actuellement en régionale 1.

## Histoire du Club
Créé en 2010, l'AF Saint Louis est l'un des principaux club de la ville Saint-Louis.
Le club passe ses premières années dans le football réunionnais dans l'ombre de l'AS Saint-Louisienne, plus largement connu et soutenu à cette époque là que l'Athletic. L'AF Saint-Louis évolue dans des divisions inférieures sans trop se faire remarquer. Le club se met une première fois en scène lors de la Coupe de la Réunion 2014, en s'invitant en trente deuxièmes de finale et en infligeant une lourde défaite 9-0 à l'AJS Ravinoise, qui évoluait à l'époque en régionale 1. Le club continuera sur sa lancée en battant en seizièmes l'AS Red Star (club de D2D) sur le score 1-4. Les huitièmes de finale marqueront le premier derby de l'histoire entre l'AS Saint-Louisienne et l'AF Saint-Louis. Les deux clubs sont incapables de se départager au bout des 90 minutes de jeu, ainsi qu'en prolongation (1-1). Le match tournera finalement en faveur de l'ASSL qui l'emportera au tir au but, 5-3.  
L'AF Saint-Louis apparait pour la première fois en régionale 1 en 2018, seulement 8 ans après sa création. La première saison du club dans l'élite du football réunionnais s'avère très délicate. Cependant, le club réussit à obtenir le maintien avec une 11ème place et 54 points, soit 3 de plus que le barragiste (l'AS Capricorne) et 9 de plus que le premier reléguable (l'AJ Petite-île). Le club ne progresse pas en 2019, avec une dixième place et 51 points, soit 3 points de moins que la saison dernière. L'écart avec l'AS Marsouins, qui est le barragiste de cette saison est de seulement 5 points. Fait marquant : c'est lors de cette saison que l'AS Saint-louisienne est relégué en régionale 2, avec 45 points au compteur. Les diables verts laisse les rouges seul représentant de Saint-Louis en régionale 1. 2019 marque aussi le beau parcours de l'AFSL en coupe régionale de France. En effet, le club Saint-Louisien atteindra la finale, mais sera battu par la JS Saint-pierroise sur le score de 4-1. 2020 est une saison particulière : en raison du crise sanitaire liée au covid-19, seul 13 des 26 journées prévu dans la saison auront eu lieux. L'AF Saint-Louis s'en tirera au dixième rang, avec 13 points de retard sur l'AS Excelsior, sacré champion, et 5 points d'avance sur l'ACF Piton Saint-leu, barragiste. En 2021, les 16 clubs du championnat de la réunion sont divisés en deux groupes de huit. L'AF Saint-Louis se retrouve dans le groupe B.